# Comuna Perveatîci, Sokal
Perveatîci (în ucraineană Перв'ятичі) este o comună în raionul Sokal, regiunea Liov, Ucraina, formată din satele Perveatîci (reședința) și Spasiv.

## Demografie
Componența lingvistică a comunei Perveatîci
     Ucraineană (99,69%)
     Alte limbi (0,31%)
Conform recensământului din 2001, majoritatea populației comunei Perveatîci era vorbitoare de ucraineană (99,69%), existând în minoritate și vorbitori de alte limbi.